# Monosolenia asymmetrica
Monosolenia asymmetrica är en plattmaskart. Monosolenia asymmetrica ingår i släktet Monosolenia och familjen Callioplanidae. Inga underarter finns listade i Catalogue of Life.